# Euphorbia cylindrifolia
Euphorbia cylindrifolia är en törelväxtart som beskrevs av Marn.-lap. och Werner Rauh. Euphorbia cylindrifolia ingår i släktet törlar, och familjen törelväxter. IUCN kategoriserar arten globalt som starkt hotad.

## Underarter
Arten delas in i följande underarter:
- E. c. cylindrifolia
- E. c. tuberifera

## Bildgalleri

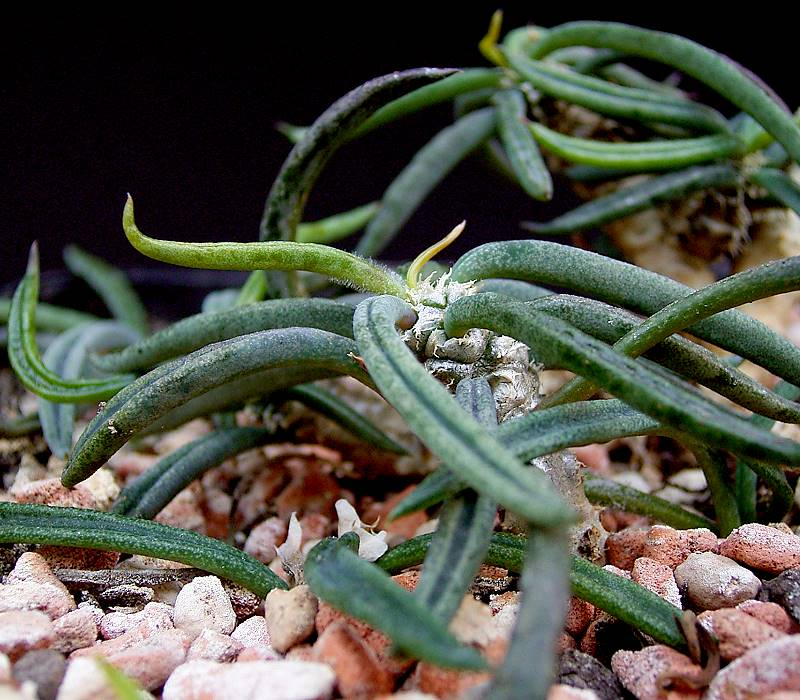
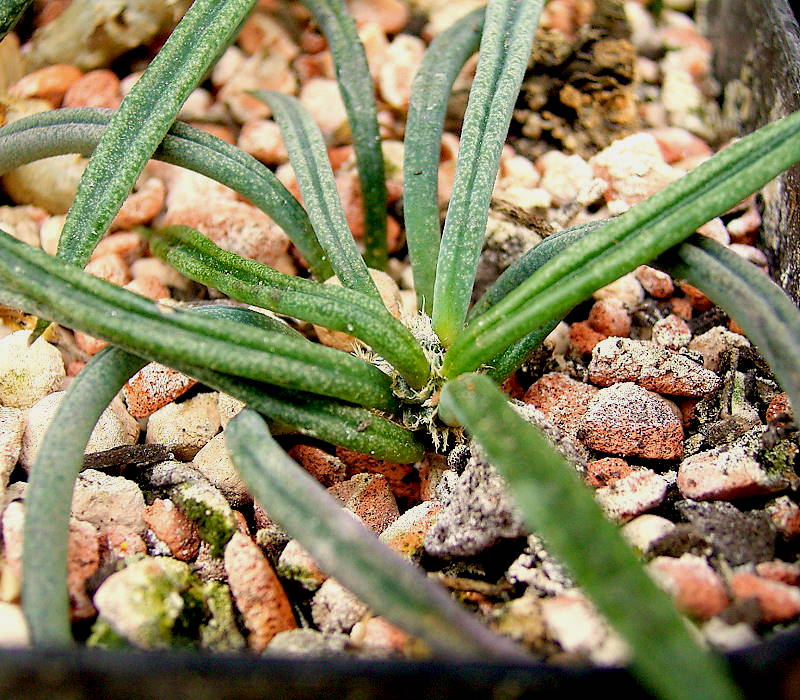
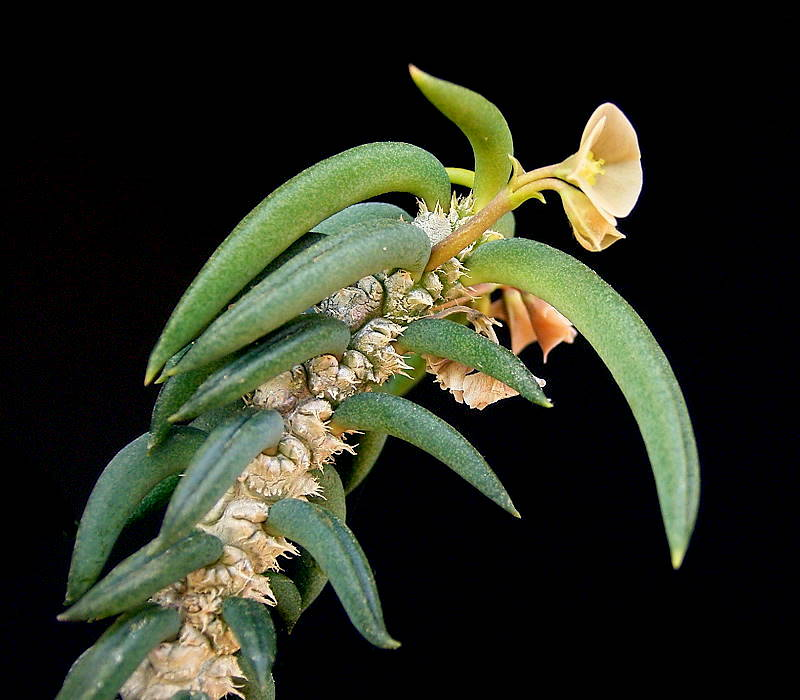
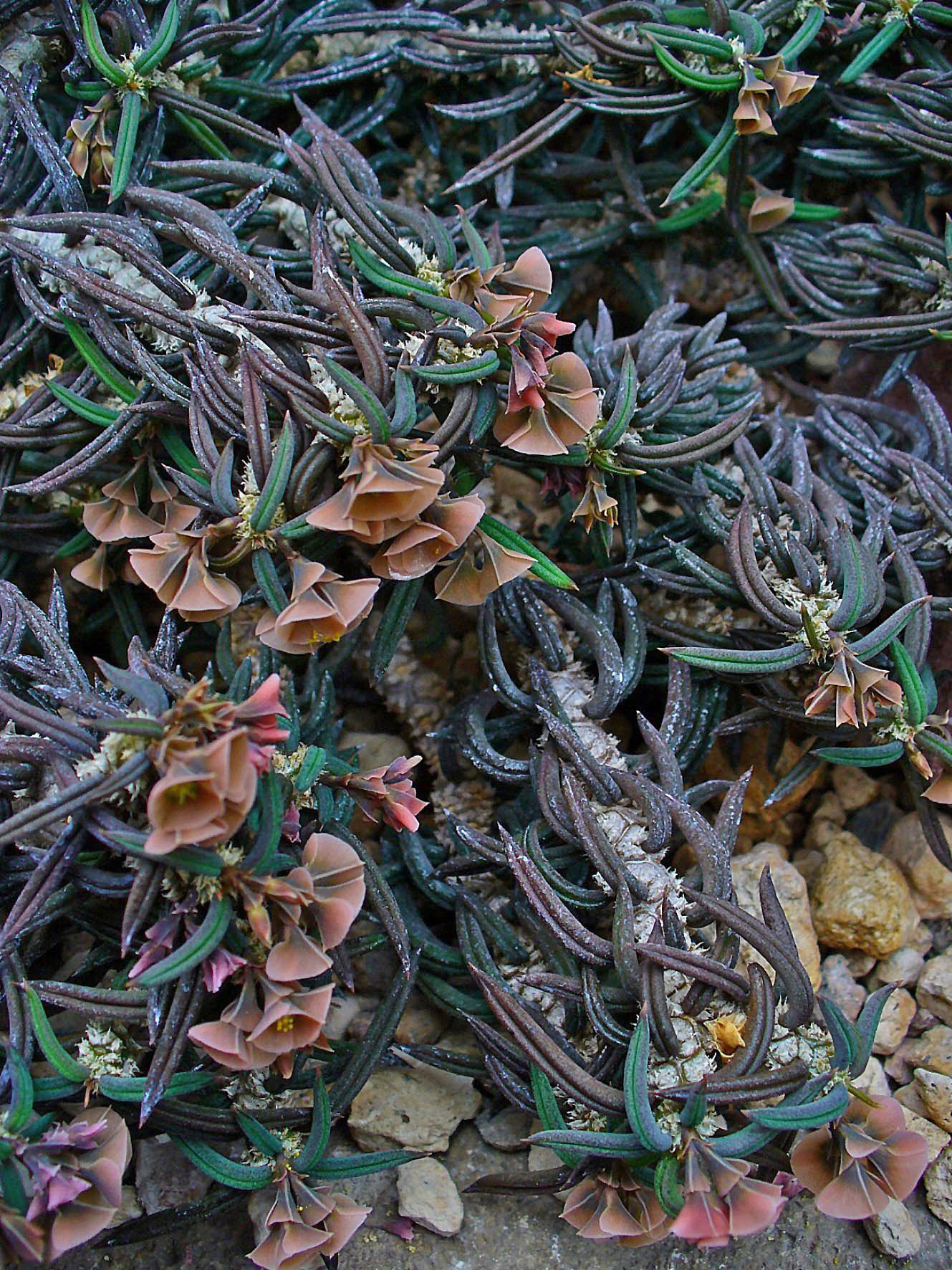
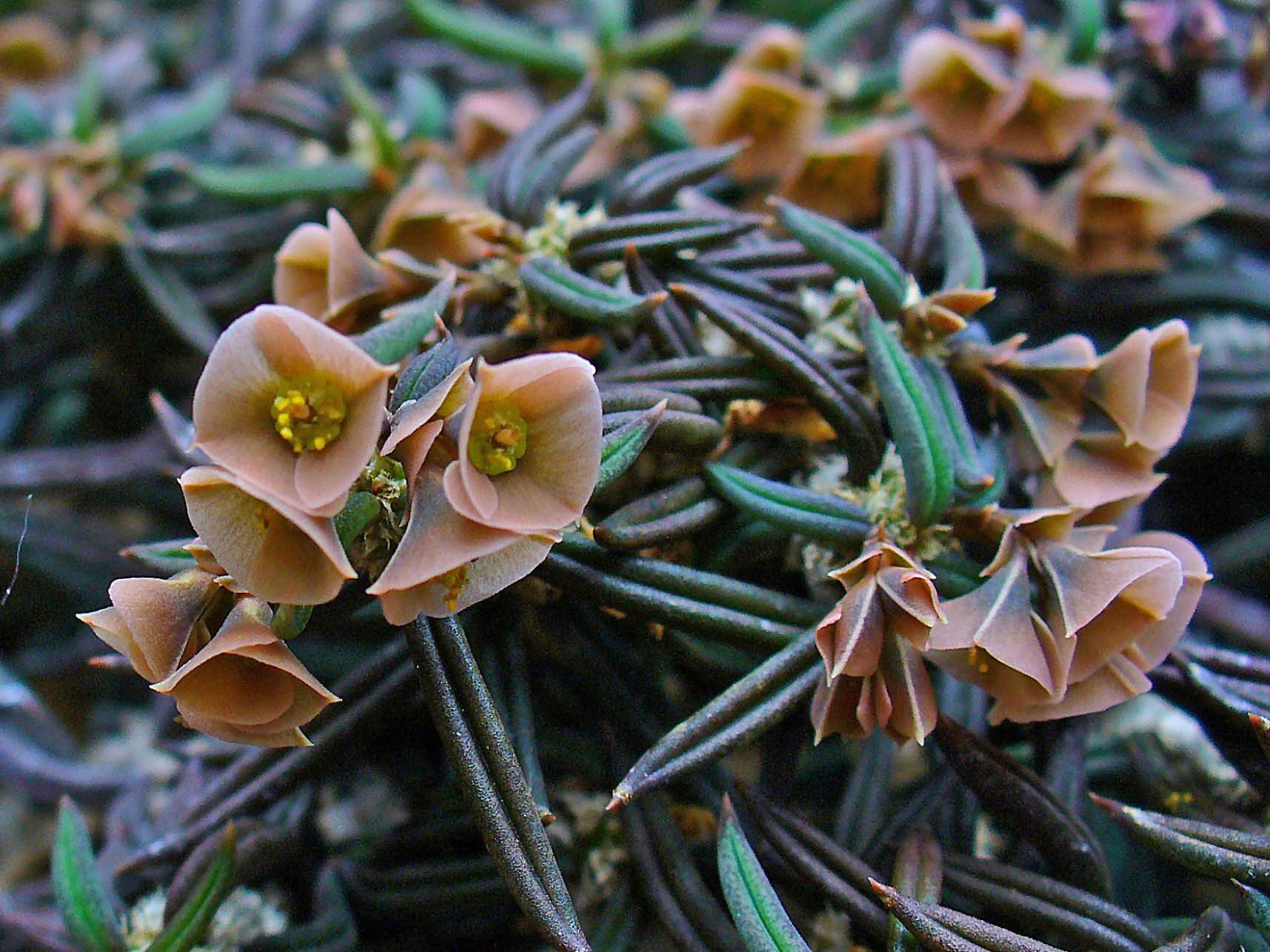
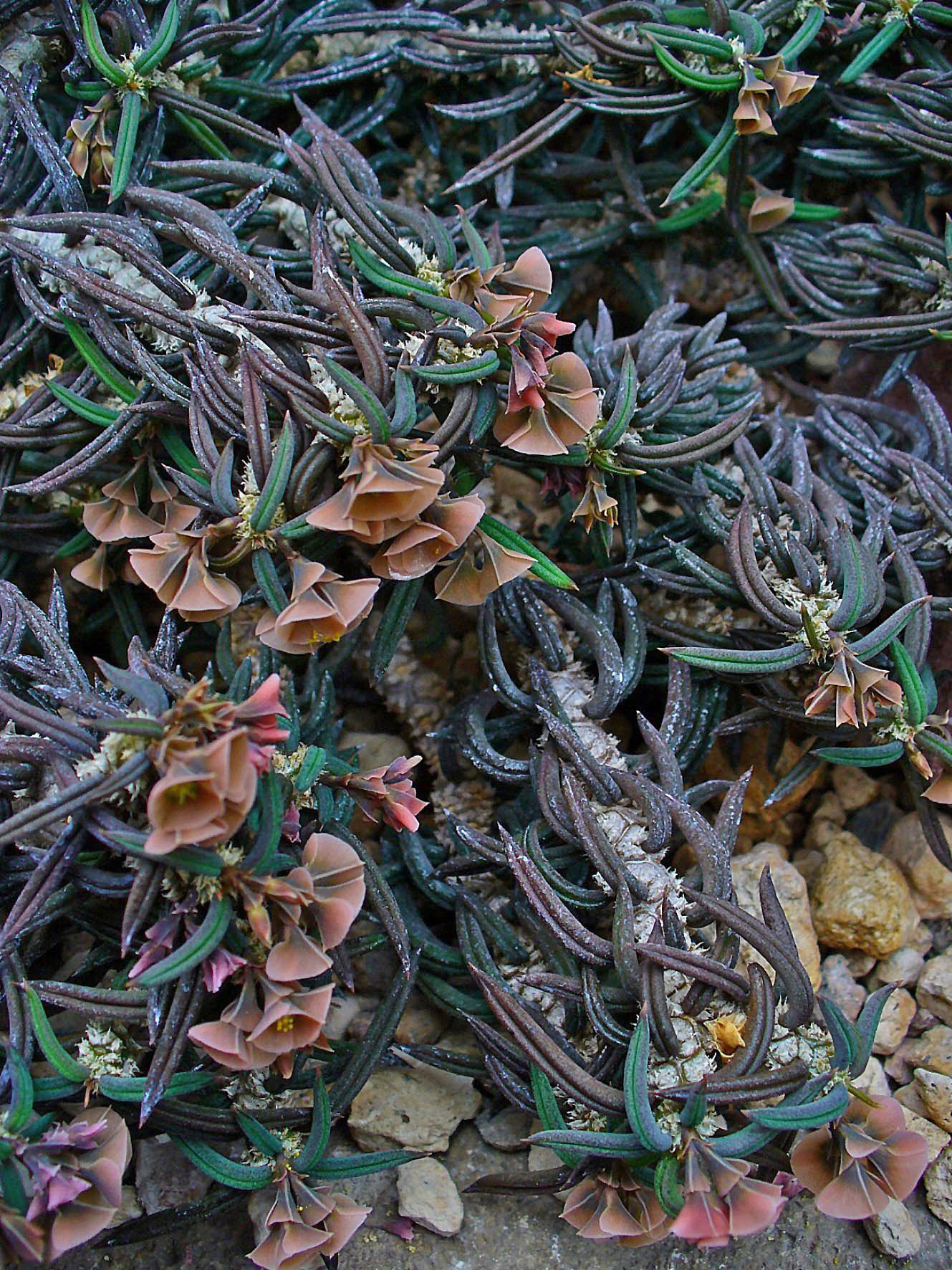